# Aulonocnemis nana
Aulonocnemis nana är en skalbaggsart som beskrevs av Renaud Maurice Adrien Paulian 1978. Aulonocnemis nana ingår i släktet Aulonocnemis och familjen Aulonocnemidae. Utöver nominatformen finns också underarten A. n. ambrensis.